# Nuha Jatta (Fußballspieler, 2006)
Nuha David Jatta (* 15. März 2006 in Osnabrück) ist ein deutsch-gambischer Fußballspieler. Er steht bei der zweiten Mannschaft des VfB Stuttgart unter Vertrag und ist deutscher Junioren-Nationalspieler.

## Karriere
Jatta wechselte im Sommer 2020 vom niedersächsischen Verein VfL Osnabrück in den Nachwuchsbereich von RB Leipzig. Im Winter-Trainingslager 2023/2024 der Profis überzeugte er insofern, als dass er anschließend fester Bestandteil des Trainingsbetriebes der Profis wurde und auch im Kader stand, beispielsweise im Achtelfinale der Champions League gegen Real Madrid. An seinem 18. Geburtstag Mitte März 2024 unterzeichnete er dann einen bis 30. Juni 2027 laufenden Profivertrag. In den Profikader von RB Leipzig wurde er von Coach Marco Rose auch zum Saisonabschluss der Saison 2023/24 berufen. In der Auswärtspartie gegen Eintracht Frankfurt am 18. Mai 2024 absolvierte er dann seinen ersten Pflichtspieleinsatz in der Bundesliga, als er in den 11. Minute der Nachspielzeit für Benjamin Šeško eingewechselt wurde.
Anfang Februar 2025 wurde Jatta bis zum Saisonende an den FC Turin verliehen. Dort spielte er achtmal für den Nachwuchs in der Campionato Primavera 1.
Zur Beginn der Sommervorbereitung 2025 kehrte Jatta zunächst nach Leipzig zurück. Anfang August wechselte er zur zweiten Mannschaft des VfB Stuttgart, die in der 3. Liga spielt.